# Tethina penita
Tethina penita är en tvåvingeart som först beskrevs av Collin 1966.  Tethina penita ingår i släktet Tethina och familjen Canacidae. Inga underarter finns listade i Catalogue of Life.